# Marina Pankova
Pour les articles homonymes, voir Pankova.
Marina Anatolyevna Pankova (en russe : Марина Анатольевна Никулина), née Nikulina, est une joueuse de volley-ball russe née le 3 mars 1963 à Bratsk et morte le 4 novembre 2015 à Moscou. 
Elle est la mère de la joueuse de volley-ball Iekaterina Kosianenko.

## Biographie
Marina Pankova évolue en club à l'Ouralotchka à la fin des années 1980 et au début des années 1990.
Elle remporte sous les couleurs de l'Union soviétique la médaille d'or aux Jeux olympiques d'été de 1988 ainsi que le titre mondial en 1990. Avec l'Équipe unifiée, elle est médaillée d'argent aux Jeux olympiques d'été de 1992. Avec la Russie, elle est troisième du Championnat du monde de volley-ball féminin 1994.